# Ichneutica cana
Ichneutica cana là một loài bướm đêm trong họ Noctuidae.